# Maison Van der Schrick
La Maison Van der Schrick est un immeuble de style Art nouveau réalisé à Liège en Belgique par l'architecte Paul Jaspar.

## Situation
La Maison Van der Schrick se trouve dans la rue du Vieux Mayeur au n° 38. Cette rue est une des artères liégeoises les plus riches en réalisations de style Art nouveau. On ne dénombre pas moins d'une douzaine de ces immeubles dont la Maison Jaspar du même architecte aux n° 42/44 et une séquence de Joseph Nusbaum aux n° 51 à 55.

## Description
Paul Jaspar construit cette maison de quatre niveaux en 1906 en brique blanche de Silésie. Seules quelques bandeaux de pierre de taille ainsi que quelques blocs épars viennent rompre la monotonie de la façade. La plupart des baies présentent des arcs brisés (ou en ogive), nouveaux témoins de l'influence orientale dans son architecture. Le bow-window en bois présente des denticules dans sa partie inférieure et semble prendre appui sur deux poutres verticales en bois en élévation devant la baie du rez-de-chaussée. On remarquera aussi le dessin tout en courbes de la porte d'entrée dont la baie d'imposte aussi en arc brisé est constituée de vitraux.
Les derniers étages se composent de séries de quatre baies surmontées d'une étrange corniche en béton strié créant un surplomb en son centre. Sur chaque petit pilastre latéral, on peut observer un singe assis, les mains sur les genoux semblant regarder son vis-à-vis. Ces sculptures ont été réalisées par Oscar Berchmans.
Cette maison inspira sous doute Paul Jaspar quand il entreprit l'année suivante la réalisation de la Maison du docteur Janssens-Lycops située rue du Jardin botanique à Liège. Ces deux maisons ont beaucoup de points communs (brique de Silésie, baies en ogive, bow-window en bois).

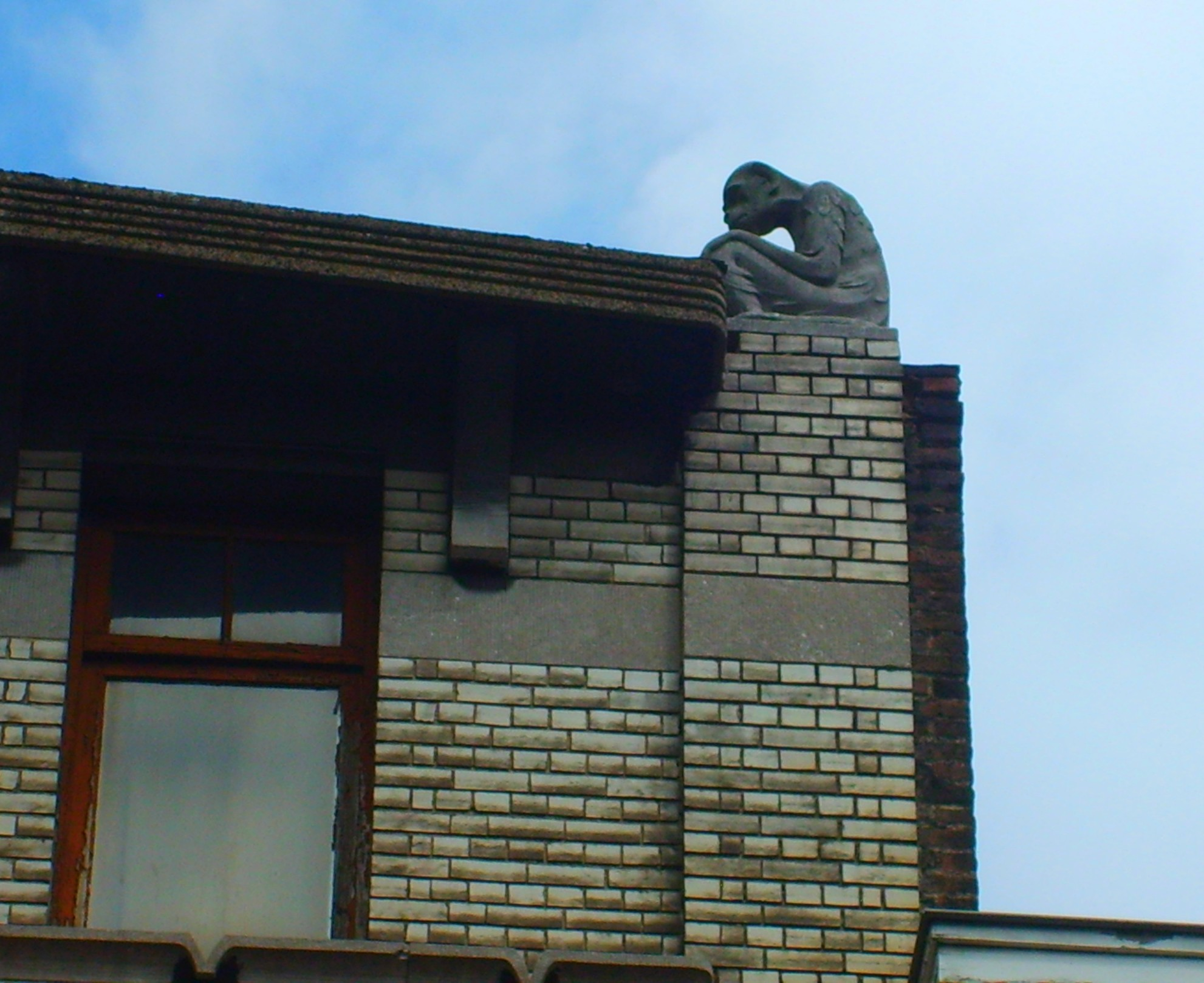
Maison Van der Schrick: singe

## Classement
En 2023, la maison est classée au Patrimoine culturel immobilier la Wallonie : les façades et toitures ; les structures portantes dont les dalles de béton du rez-de-chaussée et du deuxième étage (correspondant à la toiture d'origine avec citerne d'eau de pluie) ; le hall d'entrée avec son sol en mosaïque et ses menuiseries pourvues de verre martelé ; les menuiseries intérieures (lambris, portes, armoire monte-plats) ainsi que la cage d'escalier ; le garage et les murs de clôture du jardin.